# История Самары

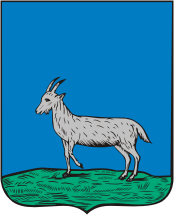
Герб (1780)

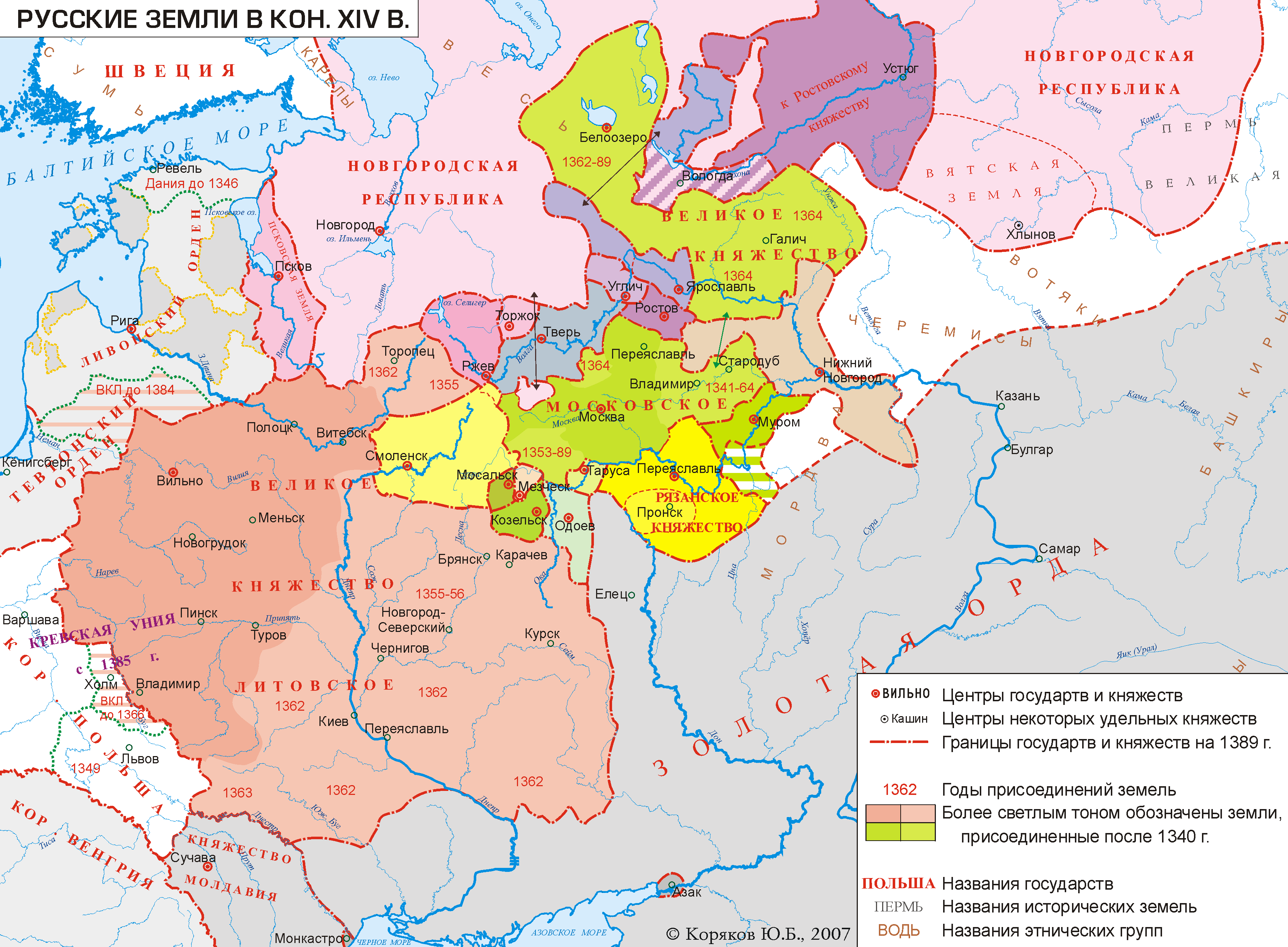
Русские земли в 1389 году

## Ранние упоминания
В западноевропейских источниках информация о Средней Азии до третьей четверти XII века отсутствует. Сведения о Средней и Центральной Азии появляются в Европе в связи с фигурой пресвитера Иоанна и его «письмом», которое датируется около 1165 (до 1177) года.
Одним из ранних документов, где встречается упоминание топонима, является «Хроника» (лат. Chronicon, датируемая 1130/1131—1135 гг. Гуго Сен-Викторского, одного из основателей Сен-Викторской теологической школы богословия XII столетия. «Хроника» представляет собой своего рода трактат по истории и географии и называется «Описание карты мира», где имеется перечень гидрографических и хорографических объектов, а также наиболее значимых городов и поселений, известных на момент создания этого сочинения. Существует предположение, что прототипом географического раздела данного труда мог быть графический источник. В тексте, вышедшем из-под пера Гуго Сен-Викторского, в лапидарной форме даётся перечень топонимов Скифии: Ортогорра (лат. Ortogorra), Самарха (лат. Samarchan), Аттиппи (лат. Attipi), Александрия (лат. Alexandria), Скифополь (лат. Scitopolis), Поселение Сафир (лат. vicus Saphiri). Важно заметить, что в «Описании карты мира» среди среднеазиатских городов не забыт и Самарканд, но, как ему и положено на это время, он именуется «Паранда». Таким образом, «Хроника» с топонимом «Самарха» являет собой протограф Эбсторфской карты мира, как в орфографическом, так и в «топонимическом наборе».
В «Книге извлечений» Ришара Сен-Викторского, которая датируется 1153—1162 гг. и восходит к «Хронике», упоминается Самара: при описании Скифии приводится следующий перечень городов: Ортогория (лат. Hortogoria),  Самарка (лат. Samarcam), Аритпи (лат. Aritpi), Александрия (лат. Alexandria), Скифополь (лат. Scitopolis), Поселение Сафир (лат. vicus Saphiri). В этой средневековой энциклопедии присутствуют также и дополнения из «Этимологий» Исидора Севильского.
Самара среди прочих городов Скифии, обозначенных как «Сарматана» (лат. c(ivitas) Sarmathana), находится за Кавказскими горами на северо-востоке в левом верхнем углу копии Сен-Викторской карты XII века из Мюнхена (карта мира эбсторфско-херефордского блока Т-О типа из главы 14.2 «О земном круге» Мюнхенского списка «Этимологий» Исидора Севильского). Близ легенды «Сарматана» присутствует миниатюра города, окруженного стенами и башнями и расположенного на берегу сине-зелёной реки, несущей свои воды в сторону Кавказского хребта. Исследователь средневековой картографии Готье-Дальше (фр. Patrick Gautier Dalché) полагает, что данная карта может считаться редуцированной копией Сен-Викторской карты, которая не дошла до наших дней.

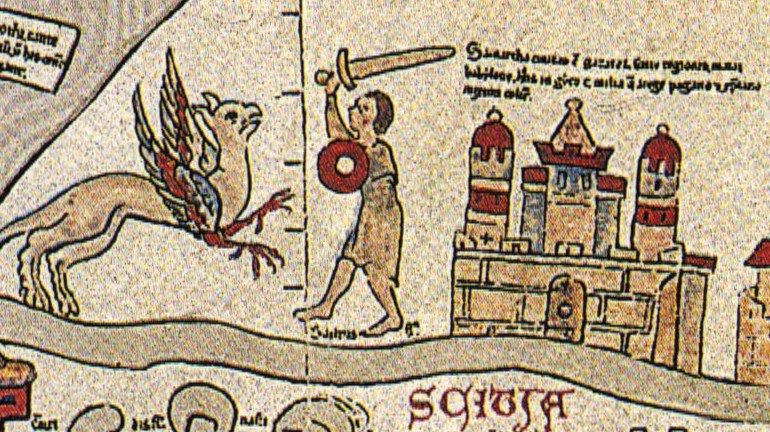
Фрагмент Эбсторфской карты с городом Самарха (Самара)

На Эбсторфской карте мира XIII века на реке Эдил помещен подписанный город Самарха (Самара): миниатюра города, опоясанного крепостной стеной, из-за которой виднеется дворец правителя в окружении построек меньшего размера. Севернее происходит сражение аримаспа с грифоном.  Изображение города сопровождает следующая легенда: 

Самарха — это город, который расположен в Хазарии, области находящейся в Скифии; город этот по своим размерам превосходит Вавилон, ибо имеет в своей окружности 100 миль; находится же он под совместным управлением [двух] царей: один из них является язычником, а другой–христианин 
Оригинальный текст (лат.)Samarcha civitas  est  Gazare  id  est  Scitie regionis maior Babylone habens in gyro C milia que a rege pagano et christiano mixtim colitur
— Эбсторфская карта
Судя по легенде на карте, Самарха имеет огромные размеры, она больше чем Вавилон. Несомненно, размеры города сильно преувеличены, это распространённый приём при описании каким-либо правителем размеров своих владений.
В октябре 1254 года в своём сочинении-отчёте «Путешествие в восточные страны» (лат. Itinerarium fratris Willielmi de Rubruquis de ordine fratrum Minorum, Galli, Anno gratiae 1253 ad partes Orientales) францисканский монах, фламандец Гильом де Рубрук, который отправился по поручению французского короля Людовика IX Святого ко двору великого хану Мункэ в Каракорум (в 1253—1255 гг.), косвенно упоминает о «Самаре-острове»:

Затем я пустился в путь к Сараю ровно за две недели до праздника Всех Святых (16 октября 1254 г. — прим. ред.), направляясь прямо на Юг и спускаясь по берегу Этилии, которая там ниже разделяется на три больших рукава; каждый из них почти вдвое больше реки [Нила] у Дамиетты. Кроме того, Этилия образует еще четыре меньших рукава, так что мы переправлялись через эту реку на судах в 7 местах. При среднем рукаве находится город по имени Суммеркент, не имеющий стен; но когда река разливается, город окружается водой. Раньше, чем взять его, татары стояли под ним 8 лет. А жили в нем аланы и сарацины
— Гильом де Рубрук
Важно отметить, что топоним «Город Суммеркент» означает по-тюркски «город Суммер», то есть «Самара-городок». Возможно, после упадка прежней прото-Самары из-за ряда причин (на которые могут ответить археологи), был перенесен ниже по течению, сохранив свое прежнее название. Подобный пример — «русские Помпеи» — Старая Рязань на Спасской луке Оки, и перенос этого города с прежним названием на новое место. Таким образом, год 1254-й можно с большой долей вероятности считать временем, до которого существовала «Старая Самара» эпохи Хазарского каганата на Самарской луке.
На Псалтырной карте слева от миниатюры Рая в верхней части карты присутствует легенда — «Сама[ра]», а рядом (северо-восточнее) находится «город Иазарон» (лат. c[ivitas] Iazaron) — искажённое «Хазарский город».
В шестом сегменте Верчелльской карты (1270) присутствует следующая легенда: «Этот народ Аримаспы... [воюют] с грифонами [за драгоценные камни]» (лат. Gens ista Arimaspi vero [...]  cum  griponibus...).  На  Севере  от  этой  сцены  имеется  обозначение  города  с  подписью лат. Sarmaca (Sarmata) (здесь очевидна инверсия литер). Это город Самара и на карте это дает географическую привязку для обозначения места обитания грифонов. Рядом с названием города приводится его характеристика (регион входил тогда в Хазарский каганат):

Этот город... настолько велик, что имеет в своей окружности более чем сто миль..., в нём живут также и христиане. 
Оригинальный текст (лат.)Hec civitas… maior est quam… centum miliaria h[abe]ns in circuitu… moratur in ser in ea ser in ea medi… chri[sti]anor[um]
— Верчелльская карта
О христианизации правящей верхушки Хазарского каганата в VIII в. свидетельствуют археологические изыскания в районе «страны» Беленджер на Кавказе. Позднее под натиском арабских войск хазары будут двигаться на север, произойдёт массовое оседание на землю, в результате чего сложится т.н. «салтово-маяцкая» культура, которая в настоящее время покоится на дне Сулакской ГЭС. Заметим, что такие «мини-Атлантиды» на месте хазарских городских центров образовались на территории СССР из-за создания систем водохранилищ. Погребальный комплекс вокруг Чир-Юрта принадлежит трем этническим группам, которые населяли город: аланы (катакомбные захоронения), болгары (ямные погребения), хазары (подкурганные катакомбы). На курганном участке кладбища, где покоились хазары, учёными были обнаружены две небольшие церкви VIII в., что является ярким свидетельством христианизации правящей верхушки каганата до её иудаизации на рубеже VIII—IX веков. На Средней Волге в степных долинах Самарской Луки в начале XXI века было исследовано несколько могильников с подкурганными погребениями рубежа VII—VIII вв., которые схожи с курганными погребениями Нижней Волги и Дона. К примеру, в одном богатом погребении были обнаружены накладки от лука «хазарского типа». Присутствие хазар отмечено и гораздо севернее Самарской Луки. В могильнике у с. Шиловка (примерно 100 км севернее по течению Волги) в богатом погребении, помимо золотого византийского солида VII в., также находились костяные пластины со сценами охоты, изображения воинов на крепостной стене и пр. Специалисты считают, что рисунки на костяных пластинах близки изображениям на серебряных блюдах, которые были изготовлены в одной из хазарских ювелирных мастерских.
На знаменитой Херефордской карте мира (1285-1290) на Западе от мыса «Борей» на северо-востоке Азии близ миниатюры пеликана, который кормит своими внутренностями птенцов, присутствует легенда:

Говорят, что от этих мест до самых Меотидских Болот всё считается Скифией. Здесь после снегов [простираются] обширные пустыни... Река Борей. Город Самаркан.
Оригинальный текст (лат.)Ab hinc usque ad Meotides Palludes generaliter Sithia dicitur.

Hic post nives longa deserta...
 
Fluvius Boreus.

Samarcan civitas

— Херефордская карта
Здесь речь идёт не о среднеазиатском Самарканде Согдийском, так как он расположен совершенно в другом месте на Херефордской карте, на большом удалении от интересующей нас Самархи. Легенда карты для Самарканда гласит:

Город Каспия. Здесь обитает народ Гирканов. Панда — это город Согдийцев. Народы Согдийцы и Дахи. [Здесь] устье реки Окс.
Оригинальный текст (лат.)Caspia civitas. Hircani hic habitant. Panda oppidum Sogdianorum. Sogdiani et Dache gentes. Ostia Oxi fluminis.
— Херефордская карта
Пандой со времен античных историков, в частности Гая Юлия Солина и Плиния Старшего — основных авторитетов Средневековья в области географических представлений, именовался именно Самарканд. Например, в «Естественной истории» Гая Плиния Секунда Старшего читаем: «За бактрами проживает народ согдианов, а у них города суть следующие: Панда и Александрия, которая была основана Александром Великим на крайних пределах их земли…».
В топониме «Самарха» присутствует звук «х». Это наследие хазарско-арабской традиции, попавшее на графические поля западноевропейских табул: картографы обозначали названия топонимов в основном со слуха, а звук «х» был очень распространён в хазарском языке. К примеру, в слове «хакан», а не в славяно-греческом произношении «каган», или в названии хазарского города на Таманском полуострове «Таматархи» («Тамархи»), пока он не стал ромейской — византийской Матрахой / Матрегой (греч. Μάτραcα) или русской Тмутараканью.
Постепенно звук «х» в написании редуцируется у средневековых картографов. Примером тому может служить топоним «Самар» на карте, изготовленной в 1367 г. братьями Пицигани. Легенда этой карты, которая относится к Самаре гласит (латынь и венецианский диалект XIV века):

Самар[а] — это крепость, которая опоясана со всех сторон водой.
Оригинальный текст (лат.)Samar la mayran casar de ambyss
— Портолан-карта мира венецианцев Франческо и Доменико Пицигани 1367 года
В дополнении к легенде, относящейся к «касру» (от араб. «замок») Самара художники окантовали миниатюру города реками. У истоков реки Самары (Самур), впадающей в Волгу, художник поместил изображение единственного на всей карте дерева. Из нижней части дерева струится на восток ручей. Близ «чудо-дерева» комментарий: «Вот дерево, из которого проистекает вода» (возможно, речь идёт о дереве Betula alba (pendula) — берёзе и берёзовом соке). Источник этой легенды мы находим в отчёте Ибн-Фадлана, который в составе посольства аббасидского халифа аль-Муктадира (908—932 гг.) посетил Волжскую Булгарию в мае 922 года. Можно предположить что эта информация попала на Запад из арабско-персидского мира или через Византию, или через Сицилию, во время правления императора Фридриха II Гогенштауфена (1194—1250).
Во время своего длительного путешествия Ибн-Фадлан переправлялся через множество рек (двигался он на север по левобережью Волги), в частности и через реку «Самур», которая по названию, топографии и маршруту следования посольства, вполне соответствует реке Самаре. В «Записке» путешественника сказано:

Потом мы ехали несколько дней и переправились через реку Джаха, потом через реку Азхан, потом через Баджа, потом через Самур, потом через реку Кабал, потом через реку Сух (Сок), потом через реку Канджалу, и вот мы прибыли в страну народа турок, называемого аль-Башгирд.

Если говорить об археологических свидетельствах времён Золотой Орды, то в районе Самары находится два городища, которые имеют отношение к этой эпохе: одно в 20 км ниже населенного пункта Сингилей; другое напротив Самары близ деревни Переволок. Еще в XIX веке в районе городищ наблюдались видимые над землей руины кирпичных и каменных построек, встречались серебряные и медные монеты, но планомерные археологические исследования там не проводились.
На карте-планисфере 1448 года бенедиктинского монаха из монастыря Св. Петра в Зальцбурге (лат. ordinis Sancti Benedicti de Salisburg) Андреаса Валшпергера (родился около 1415 г.) на большой реке в Восточной Европе присутствует топоним «Samarchar».

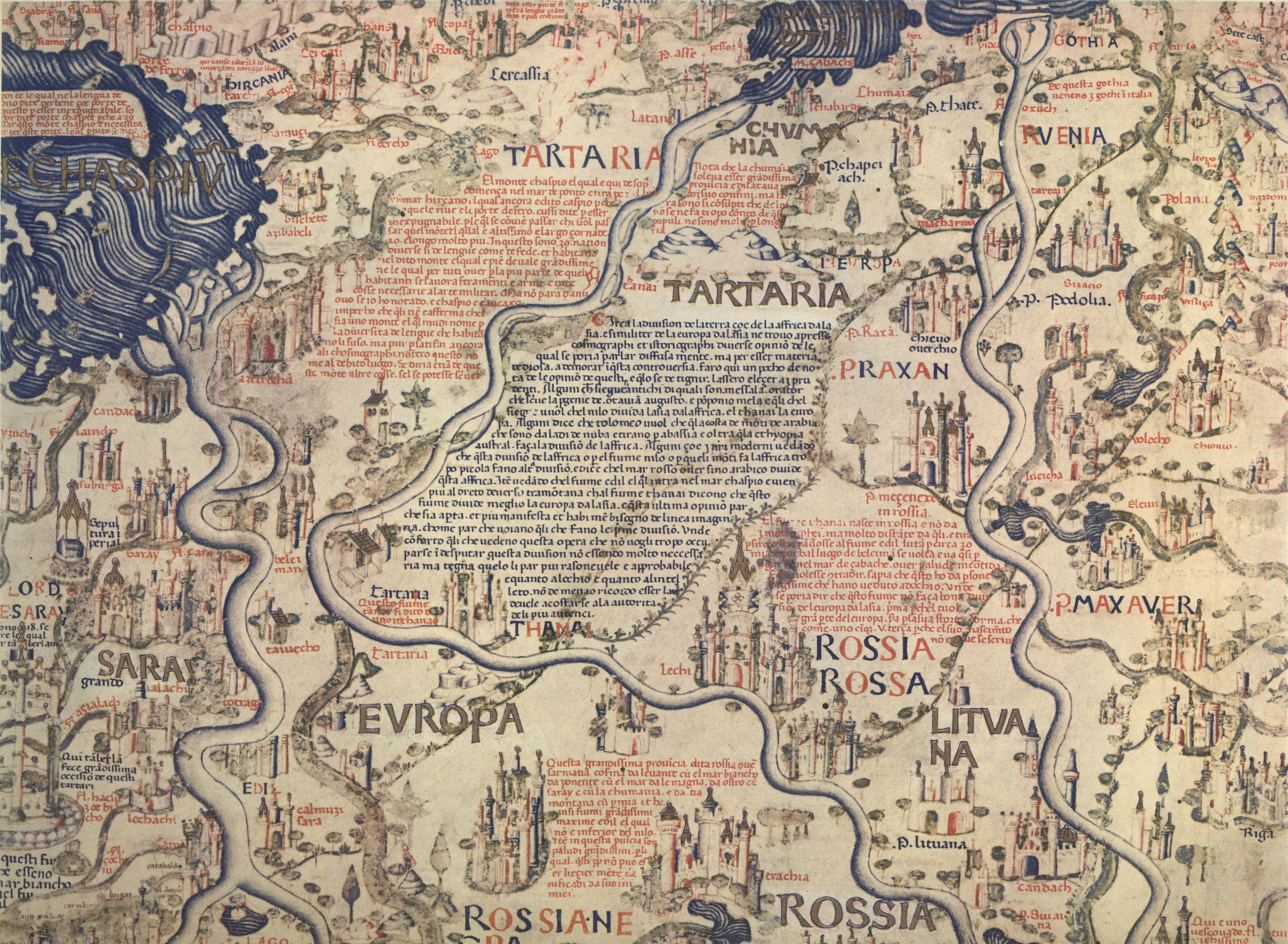
Фрагмент карты Фра Мауро с топонимом «Самар»

Укрепленный замок, расположенный на левом берегу Эдиля (Волги) на карте мира 1459 года Фра Мауро именуется Самар (лат. Samar). Самар(а), окруженный высокими крепостными башнями с зубцами, между которыми находятся проездные ворота, расположен на месте впадения «голубой реки» (итал. fl[umen] coche su) в Волгу. Название свидетельствует о том, что воды реки Самары в эпоху Средневековья отличались чистотой и прозрачностью. По этой замечательной карте мира, основанной на лучших графических и письменных источниках, имевшихся в распоряжении ее создателей, можно сразу расставить акценты по поводу неправомерного отождествления Самары и Самарканда в зарубежной историографии на протяжении длительного времени — легенда, помещенная близ города Самарканда гласит: «Самаркандское Царство. Это Царство Самаркандское находилось под властью Тамерлана…
Этот прославленный город [Самарканд] с истинным благородством был украшен прекраснейшими постройками, среди которых особенно выделялся свой величиной и мощью замок. Правитель же этого государства был исключительно из того рода, из которого происходил сам Тамерлан».
Река Самар (англ. Samar fl.) имеется на карте 1562 г. Энтони Дженкинсона «Описание России, Московии и Тартарии...». В путевых записках «Путешествие господина Антония Дженкинсона из города Москвы в России до города Бухары в Бактрии в 1558 г., описанное им самим для лондонских купцов Московской компании», которые могут служить дополнением к карте, сказано:
16 июня мы прошли мимо нескольких рыбачих хижин называемых Petowse, в 20 лигах от устья Камы. Здесь происходит большой лов осетров. Так, продолжая путь далее, мы прошли 22-го мимо другой большой реки — Самары, которая вытекает из вышеуказанной [Пермской] страны, течет через ногайскую землю и впадает в Волгу.
На карте 1566 года Каспара Вопеллия за «Ра, рекой Волгой, или Эдель» на землях «Ногайской орды» изображен уже частично руинированный замок «Крепость Самар» (лат. Sama[r] Castrum). Изображая миниатюру с руинами Самары, автор-составитель карты, несомненно, хотел подчеркнуть древность и запустение данного города.

### Выводы
Таким образом, топоним «Самарха» (Самара) присутствует в средневековой западноевропейской картографической традиции.
Если учитывать разрыв между фиксацией того или иного положения вещей и нанесением информации на карту, а этот процесс занимает в среднем 30—50 лет, то можно говорить о конце XI в. А если предположить, что «Хроника» Гуго Сен-Викторского имела в своей основе еще и графический протограф, то мы приблизимся к середине XI столетия, когда Хазария еще существовала. То есть на Эбсторфской карте мира и на Верчельской табуле, а также на их протографах первой половины XII в., которые до нас не дошли, содержится информация как минимум первой половины IX в., которая относится к истории Хазарии до первого периода иудаизации правящей верхушки в 802/803 г. Здесь можно упомянуть также и важную миссию просветителя славян св. Константина (Кирилла) Философа, прибывшего к хазарскому двору в 860 г. для обращения кагана в православие.

Скифский культурный мир и основные направления дорог и торговых путей

Важнейшим источником определения датировки также является сочинение арабского историка, литератора и географа Абỹ-л-Хасан ´Али ибн ал-´Алū ал-Мас’ỹдū (ум. 956 г.):
Жители столицы — мусульмане, христиане, иудеи и язычники. Иудеями являются: царь, его окружение и хазары его рода. Царь принял иудейство во время правления аббасидского халифа Хãрун ар-Рашūд [правил в 786—809 гг. — прим. авт.]. Ряд евреев примкнул к нему из других мусульманских стран и из Византийской империи. Причина в том, что император, правящий ныне, т.е. 332 год Хиджры [943—944 г. — прим. авт.], и носящий имя Роман [правил в 920—944 гг. — прим. авт.] обращал евреев своей страны в христианство силой и не любил их 〈…〉 и большое число евреев бежало из Рума в страну хазар.
Повествование Аль-Масуди о принятии иудаизма в Хазарии в эпоху правления Хãруна ар-Рашūда опиралась на еще более раннее сочинение, ныне утраченное. Существуют два фрагмента, которые основываются на недошедшем до нас протографе. Они инкорпорированы в сочинение арабского космографа Шамс ад-дūна Мухаммеда ибн абỹ Тãлиба ад-Димашкū (1256—1327 гг.). Там говорится, что во времена Хãруна ар-Рашūда император ромеев (по всей видимости, это был Никифор I  (правил в 802—811 гг., с 803 г. совместно с сыном Ставракием) изгнал иудеев из Византии. Они двинулись в Хазарию, «где нашли умных и благочестивых людей, объявили им свою веру, а те признали ее наиболее правильной, присоединились к ней, оставаясь [в этой вере] некоторое время. Затем воевало с ними войско из Хорасана, захватило города их, страну их, они [хазары] стали [их] подданными. Рассказывает Ибн ал-Асир [арабский историк живший в 1160 — 1234 гг. — прим. авт.] также, что они приняли ислам в 254 [г. по Хиджре, т. е в 868 г. — прим. авт.]; он указывает, что причиной принятия ими ислама послужило военное нападение тюрок. Вот они [хазары] попросили помощи от людей Хорезма, а те ответили: “Вы — неверные, примите ислам, и мы поможем вам.” Те приняли ислам, за исключением царя их, и помогли им хорезмийцы, и отступили от них тюрки. После этого принял ислам и царь их».
Приведём также сведениями из сочинения «Известия о Хозарах, Буртасах, Болгарах…» арабского географа начала X в. Абỹ ‘Алū Ахмед ибн ‘Омар, Ибн Русте (Ибн Даста), когда верхушка Хазарского государства уже приняла иудаизм, т.е. ориентировочно с 802/803 и до 869/870 гг.: «Царь у них прозывается Иша [Бек — прим. авт.]; верховный же государь у них — Хозар-Хакан. Но этот последний только по имени государь, действительная же власть принадлежит Иша, так как он относительно дел управления и распоряжения войсками, занимает положение такого рода, что не даёт отчёта ни кому, кто бы стоял выше его. Верховный глава их исповедует веру еврейскую; той же веры равным образом как Иша, так военачальники и вельможи, которые состоят при нём; прочие же Хозары исповедуют религию, сходную с религиею Турок».
В «Записке» Ахмеда Ибн-Фадлана также приводится описание хазарского двора, что демонстрирует уникальную политическую ситуацию в Хазарском государстве — двоевластие кагана и бека:

Что же касается царя хазар, титул которого хакан, то, право же, он не показывается  иначе,  как  [раз]  в  каждые  четыре  месяца,  [появляясь]  в [почетном] отдалении. Его  называют  «большой  хакан»,  а  его  заместителя называют хакан-бех. Это тот, который предводительствует войсками и командует ими, управляет делами государства, руководит им, появляется [перед народом], совершает походы, и ему изъявляют покорность находящиеся поблизости от него цари. И он  входит  каждый день к наибольшему хакану смиренно, проявляя униженность и спокойствие. Он входит к нему не иначе, как босым, держа в своей руке дрова, причем, когда приветствует его, то зажигает перед ним эти дрова. Когда же он покончит с топливом, он садится вместе с царем на его трон с правой его стороны. Его замещает  муж, называемый кундур-хакан, а этого также замещает муж, называемый джавшыгыр. Обычай наибольшего царя тот, что он не дает аудиенции людям и не разговаривает с ними, и к нему не является никто, кроме тех, кого мы упомянули, а полномочия вершить дела, наказывать и управлять государством  принадлежат его заместителю хакан-беху.
— 
Всё-таки одним из первых известных упоминаний скифского топонима можно считать  «Хронику» (лат. Chronicon, 1130/1131—(1135) гг.) Гуго Сен-Викторского. При этом Скифия, как свидетельствует легенда Эбсторфской карты, «простирается от самого крайнего востока до Океана, а на Юге до Кавказских гор». Другая легенда этой карты отмечает, что город «Самарха 〈…〉 в Скифии 〈…〉 находится под совместным управлением [двух] царей: один из них является язычником, а другой–христианин». Один считался номинальным верховным правителем, второй обладал реальной властью. Один был христианином, а другой — язычником. Такая религиозно-политическая ситуация сохранялась до принятия хазарскими «царями» иудаизма, в соответствии с реформами бека Обадия (799—809 гг.), когда и была принята иудейская религия (802/803), а затем до 869/870 года, когда хазары обратились в ислам под нажимом Хорезма из-за угрозы нашествия тюрок. Надо сказать, что Обадия был тем хазарским беком, который стал первым истинным царём, при нем роль кагана была сведена до положения сакрального правителя. Именно Обадия сделал иудаизм государственной религией в Хазарском каганате, что подтверждается косвенным образом арабскими источниками.
Хронологический итог датировки Самары таков — Самара уже существовала в 802/803 году. Для подтверждения выводов, сделанных в результате исследования, важно опираться на археологию, в том числе и подводную.

## Самарская крепость

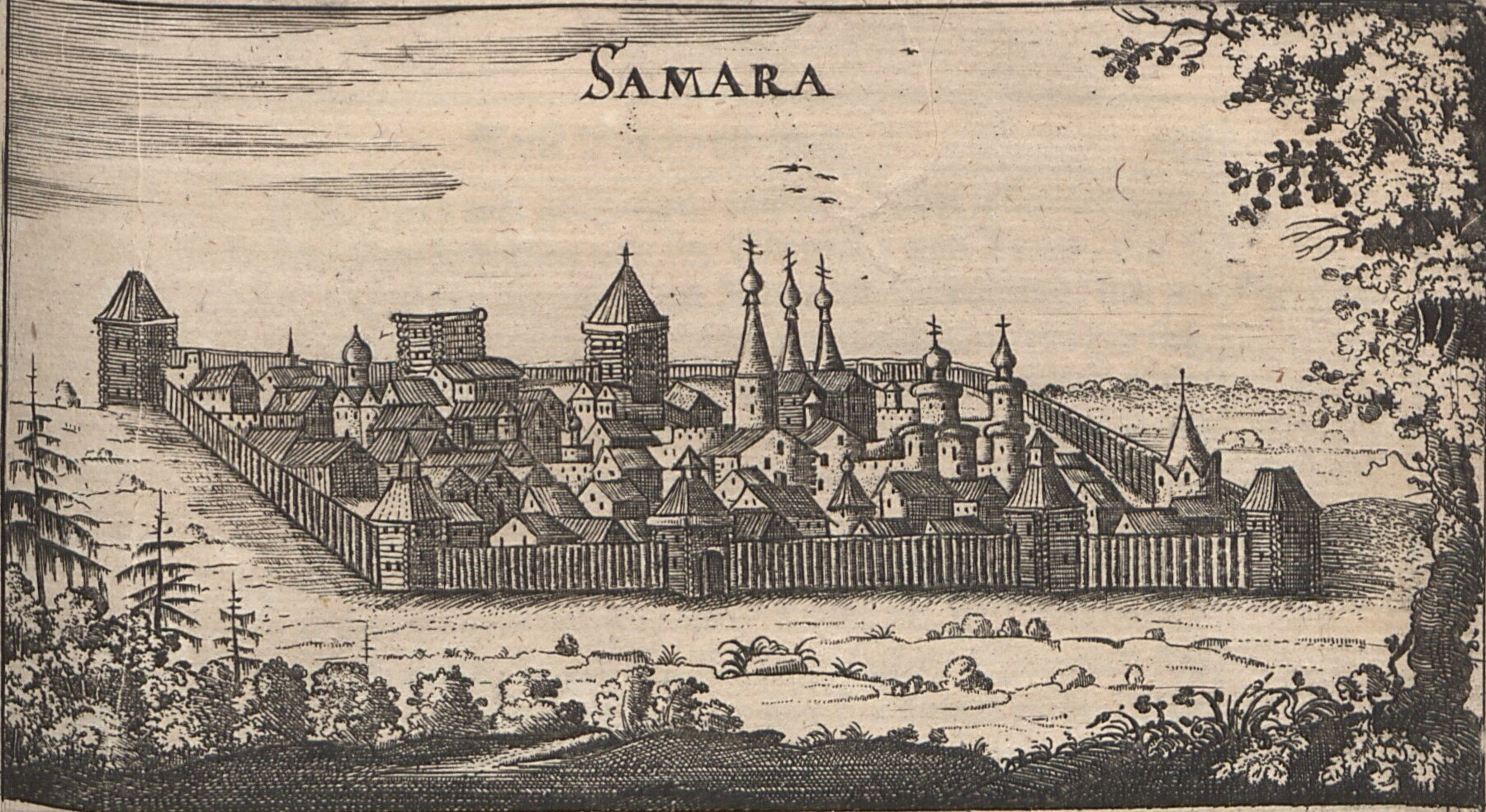
Самара, вид с Волги (гравюра по рис. А. Олеария, 1656 г.)

Основание крепости Самарский городок в Самарском урочище произошло в 1586 году по указу царя Фёдора Иоанновича на берегу реки Самара вблизи её впадения в Волгу под руководством князя Г. О. Засекина и стрелецких голов «товарища» (заместителя воеводы) Елчанинова и Стрешнева. Цель крепости — защита судоходства на Средней Волге и охрана государственных рубежей от набегов со стороны степи.
В 1586 году Самара уже существовала, о чем свидетельствует «Пискарёвский летописец»:
«Лета 7094 положил опалу царь и великий князь Федор Иоанович на князя Андрея Иоановича Шуйского да на Петра Головина казначея: поделом ли, или нет, то бог весть. И князя Андрея сослал в Самару, и тамо скончался нужно»«Пискарёвский летописец»
Крепость была построена на территории, занимаемой ныне Самарским заводом клапанов, и к югу от неё — то есть в сторону р. Самара. Строилась она с 22 мая по 19 августа н. ст. (9 мая — 6 августа ст. ст.)[уточнить] 1586 года. Первыми жителями стали служилые люди: дети боярские, стрельцы, пушкари и воротники, которые несли сторожевую службу, охраняя новую крепость «отъ воровъ» и от ногайских нападений.
До наших дней крепость не сохранилась (сгорела в пожарах 1690 и 1703 гг.), однако удалось восстановить её точные размеры (периметр 635 м) и расположение. Самарская крепость 1586 года представляла собой укрепление из двух параллельных бревенчатых стен, которые через каждые 6-8 м соединялись врубленными в них под прямым углом поперечными стенками-перерубами. Пространство между стенами (его ширина могла быть разной, достигая 3 м) заполнялось землёй и камнями. Общая толщина такой крепостной стены составляла около 5 м. Высота самарской городской стены из документов неизвестна, но, следуя данным о высоте стены в поволжских городах, можно считать, что она варьировала на разных участках в пределах от 4,5 до 6 м. Самарская крепость имела 8 башен, из которых 4 были проезжими, то есть имели ворота. Крепостные башни — это сооружения с шатровыми крышами, в плане квадратные, четырехугольные или (по углам) многоугольные, с длиной сторон от 4 до 14 м, высотой обычно 8-10 м с единичными башнями высотой около 6 м или наоборот до 15 м. Башня выступала на 2-3 м вовне за пределы стены крепости. Внутри башни оборудовались три яруса (‘боя’), на каждом из которых размещались пушки. Некоторые башни не имели шатрового перекрытия, но все имели обламы (или обломы) — расширенную и нависающую верхнюю часть, благодаря которой между верхним и нижним ярусом стен образовывалась вертикальная щель для стрельбы сверху по приблизившимся к крепости осаждающим. Расстояние между соседними башнями варьировалось, иногда отличаясь вдвое. Службу на башне нёс караул из одного представителя ‘детей боярских’, назначаемого воеводой, и вооруженных стрельцов, посылаемых стрелецким головой (на примере Казани, обычно 4 стрельца на каждую башню).
Вероятно, уже в 1587 году (в любом случае, не позже начала 1590-х годов) самарская крепость (или город, или кремль) с 3х сторон была окружена вторым защитным рубежом — стеной острожного типа (длина 1542 м). Острог (реже, палисад) — это, по сути, высокий забор из вертикально стоящих вплотную друг к другу, заостренных сверху бревен-свай диаметром 25-30 см. Высота острожной стены равнялась 4-4,5 м (по данным Лаишева, Малмыжа и др. крепостей Поволжья). Самарский острог имел 8 башен (вероятно, четырёхстенных), и часть из них также была проезжей. Сочетание крепости и острога типично для русского оборонного градостроения XVI—XVII вв. Они представляют собой взаимосвязанные части единого оборонительного комплекса, общий план сооружения которого, очевидно, существовал уже в 1586 г.
Топография самарской крепости 1586 года, острога, первых соборных церквей Самары и церкви первого самарского монастыря представлена на реконструкции.
Широко известен первый образ Самары в описании и на гравюре А. Олеария. Голштинское посольство 1636 г. проплывало мимо Самары «еще перед восходом Солнца» и сделало лишь краткую остановку, после чего «распустили паруса и тронулись далее». Русло Волги в тот период отстояло от Самары на 2 версты (=2,1 км). То есть наблюдал город А. Олеарий издалека и при неблагоприятной освещённости — в предрассветных сумерках или в слепящих лучах восходящего на востоке Солнца. Поэтому особо полагаться на точность передачи А. Олеарием расположения церквей и других деталей не приходится. Но даже в таких условиях на гравюре правильно отображено количество башен и церквей (кроме совсем дальней от наблюдателя южной части крепости, которая и прорисована хуже всего), реалистично отражён острожный тип стены на волжском берегу, показан излом линии противоположной от Волги восточной городской стены и т. д.
На протяжении XVII века город рос и продолжал укрепляться. К началу 1700 года фортификация Самары включала пять линий деревянных укреплений: крепость (кремль), острог (две линии) и надолобы (также две линии, но ветхие или развалившиеся). После опустошительных пожаров 1700 и 1703 годов в городе была сооружена новая крепость (так называемая «земляная») 1704—1706 годов. Именно её остатки и были обнаружены в ходе археологических раскопок 2013—2014 годов на Хлебной площади.

## Уездный, затем губернский город
Весной 1646 года была проведена первая подворная перепись Самары с посадом, единственной на тот момент — Болдырской слободой и с уездом (о раннем сложении вокруг города Самары уезда с поместьями местных дворян есть сведения, и предшествующие переписи). Таким образом, крепость Самара имела все права города с момента основания в 1586 году.
В 1688 году Самара была переименована в город, а жители, в награду за их усердную службу и защиту края от набегов кочевников, наделены землей, в количестве около 120.000 десятин.
В 1708 году Самара — девятый город Казанской губернии.
С 1719 года Самара принадлежит Астраханской губернии.
С 1728 года Самара вновь принадлежит Казанской губернии.
«1764 года ноября 16 дня указом Правительствующего сената по случаю учреждения на все присутственные места штатов в Самаре канцелярия уничтожена, и уезд оного велено приписать к Сызрани, который в том же году и присоединен.».
С 1780 года Самара принадлежит Симбирскому наместничеству.
С 1796 года Самара принадлежит Симбирской губернии.
В 1851 году Самара — губернский город и столица Самарской губернии, насчитывающая 15 тысяч человек. С этих пор город стал бурно развиваться; известен был как «русский Чикаго» благодаря гигантским мельницам, многочисленным заводикам, амбарам. В городе насчитывалось 375 торговых лавок, а Самарская губерния была лидером по количеству собираемой пшеницы в Российской империи.
С 1928 года Самара становится центром Средневолжской области.
С 1929 года Самара является центром Средневолжского края.
В 1935 году Самара переименована в Куйбышев, входит в состав Куйбышевского края.
С 1936 года Куйбышев является центром Куйбышевской области.
В 1991 году Самаре возвращено историческое название, город является центром Самарской области.

## Советская Самара

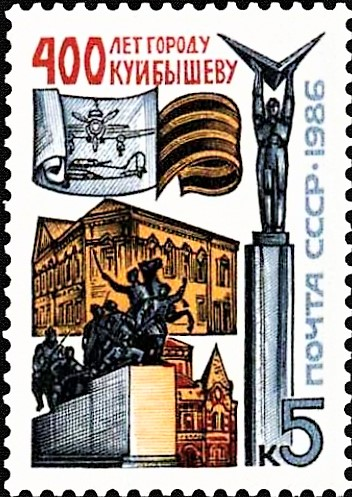
Почтовая марка СССР, 1986 г. 400-летие города Куйбышева.

8 июня 1918 депутаты Всероссийского Учредительного собрания образовали в Самаре правительство, независимое от правительства большевиков.  Оно называлось Комитетом членов Учредительного собрания (Комуч). Председатель — Владимир Вольский, депутат от партии социалистов-революционеров.
В 1935 году Самара была переименована в Куйбышев.

Во время Великой Отечественной войны Самара (тогда Куйбышев) фактически являлась второй столицей СССР: здесь были размещены Правительство, дипломатические представительства и многие эвакуированные из западных районов предприятия (размещённые преимущественно на Безымянке). Уровень промышленного производства увеличился к 1945 по сравнению с 1940 в 5,5 раза. Для Верховного главнокомандующего Сталина была построена запасная резиденция, ныне известная как «Бункер Сталина» и доступная для посещения экскурсионными группами. В Куйбышеве в эвакуации работал Большой театр; здесь была дописана и впервые исполнена седьмая Ленинградская симфония Д. Д. Шостаковича. 7 ноября 1941 года в Куйбышеве был проведён Парад.

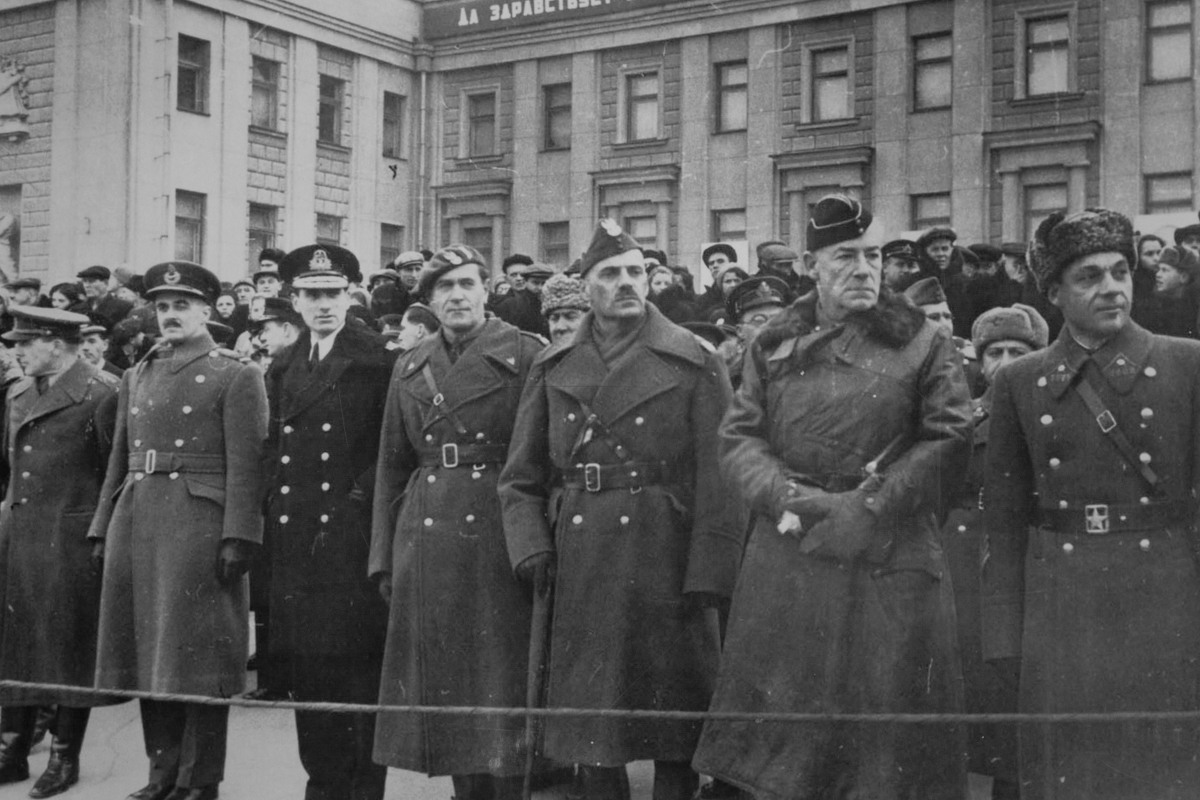
Иностранные дипломаты. Военный парад в Куйбышеве 7 ноября 1941 г.
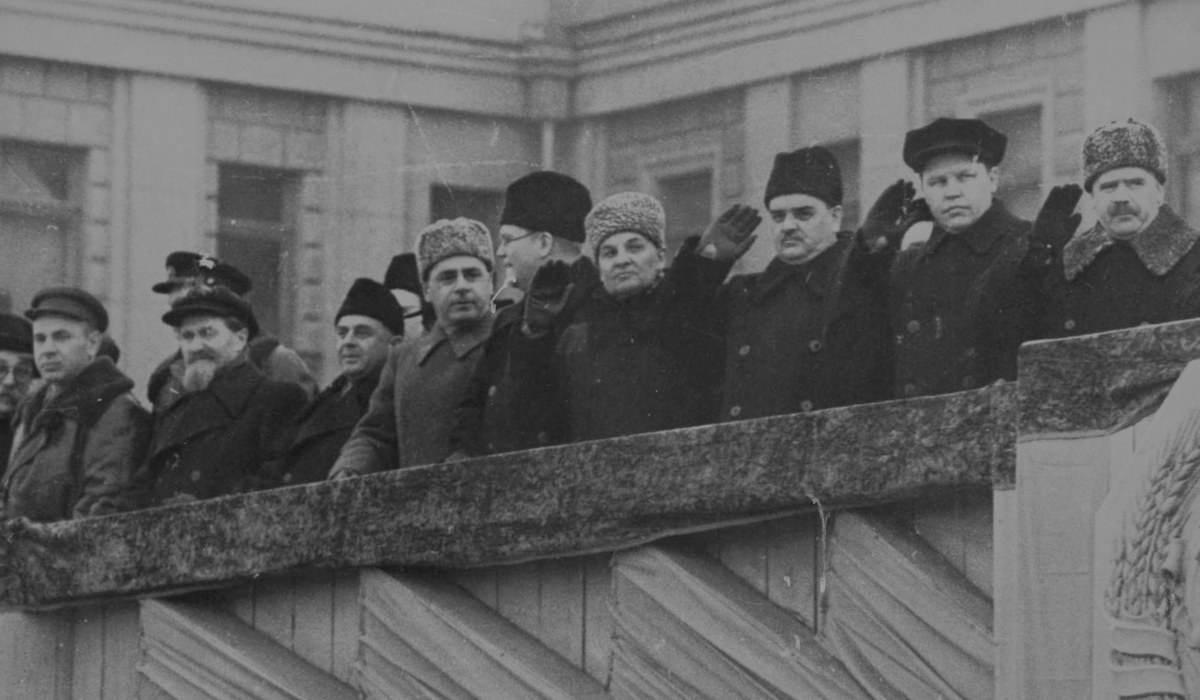
Члены правительства СССР на трибуне. Военный парад в Куйбышеве 7 ноября 1941 г.
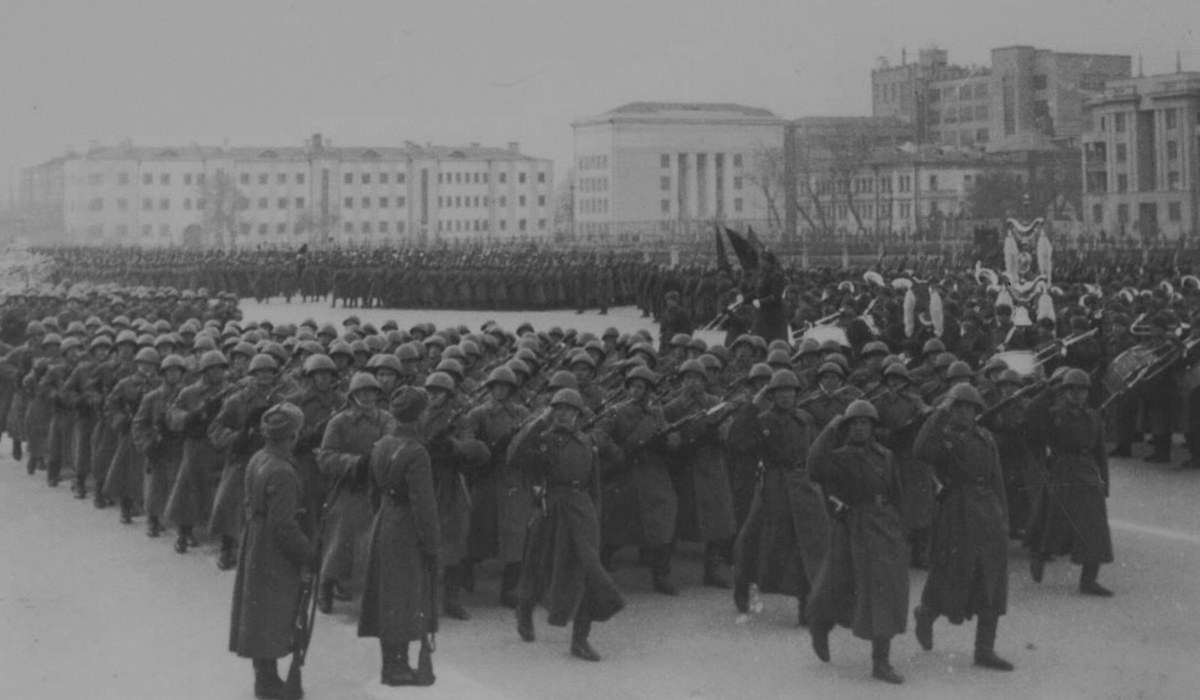
Военный парад в Куйбышеве 7 ноября 1941 г.

## Самара после 1991 года
В марте 1994 года состоялись первые выборы во вновь созданную городскую думу Самары. Всеобщим голосованием был избран первый глава города — Олег Сысуев.